# Zealanapis punta
Zealanapis punta är en spindelart som beskrevs av Norman I. Platnick och Forster 1989. Zealanapis punta ingår i släktet Zealanapis och familjen Anapidae. Inga underarter finns listade i Catalogue of Life.